# Sclethrus newmani
Sclethrus newmani là một loài bọ cánh cứng trong họ Cerambycidae.